# Piazza del Municipio
La Piazza del Municipio (antiguamente Largo del Castello) es una plaza de Nápoles, Italia, una de las más grandes de Europa y una de las más importantes de la ciudad gracias a su cercanía a los principales lugares de interés turístico de la ciudad, como el Maschio Angioino o la Via Toledo, y el puerto.
La plaza, situada al final de la Vía Medina, recibe este nombre por la presencia del Palazzo San Giacomo, sede del ayuntamiento de la ciudad.

## Historia

### ElLargo di Castello

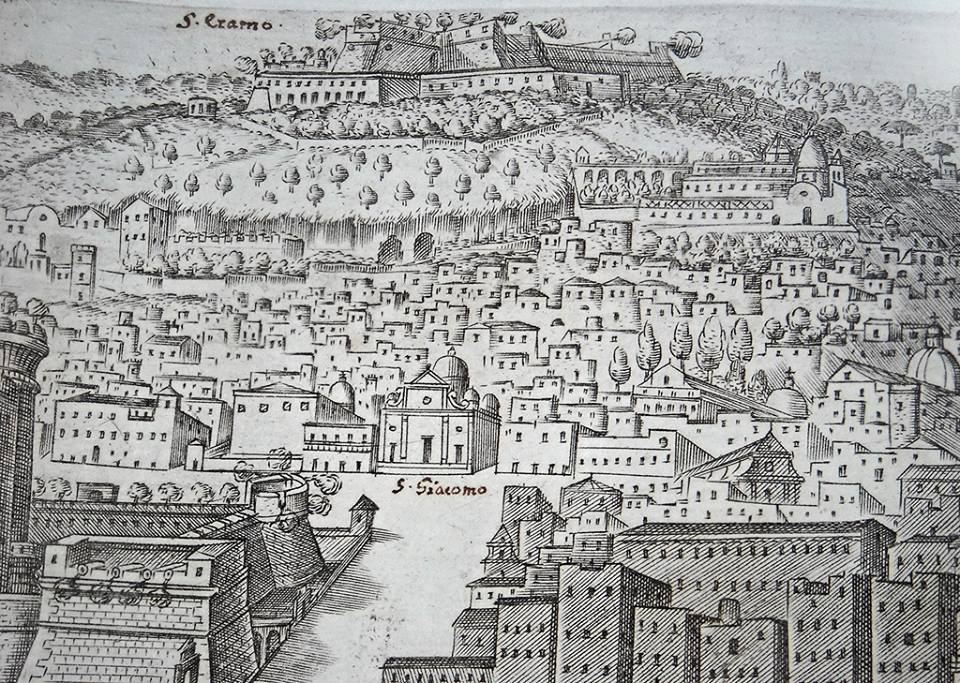
Largo di Castello en un detalle de La fedelissima Città di Napoli (1680), obra de Alessandro Baratta.

El núcleo originario del Largo di Castello está al norte de la plaza actual, al lado de los bastiones del Castel Nuovo. El resto de la actual plaza era una calle, la Via del Molo, que pasaba junto a los bastiones orientales del castillo y bajaba hasta el molo grande (gran muelle) construido en 1302 durante el reinado de Carlos II de Anjou y que sobrevivió casi íntegramente hasta los años treinta del siglo XX.
El Largo di Castello se creó después de que entre 1509 y 1537, con la ayuda de Antonio da Settignano, se erigiera una nueva cinta de murallas formada por baluartes cuadrados, que sustituyó a las murallas aragonesas que el propio Settignano había diseñado a finales del siglo XV con bastiones circulares, pero cuya construcción estaba incompleta cuando la dinastía aragonesa fue suplantada por la invasión francesa en 1501. Alrededor de los nuevos bastiones, reinando Carlos V y en Nápoles su virrey Don Pedro de Toledo, se excavó un amplio foso que causó un considerable aumento del suelo en los alrededores por el vertido del terreno extraído y que comportó la demolición de la iglesia de San Nicola al Molo, fundada por Carlo II de Anjou en la zona ocupada actualmente por el Teatro Mercadante.

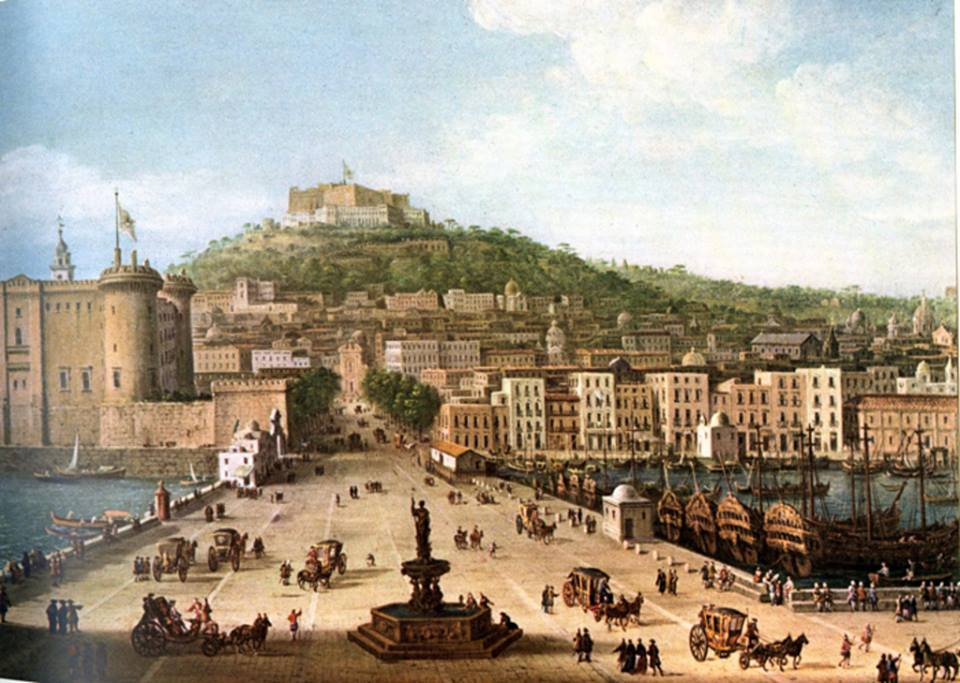
El Largo di Castello visto desde del puerto, pintura de Antonio Joli.

La gran remodelación de la plaza, que mantendrá este aspecto durante siglos, hasta la unificación italiana, fue realizada por Domenico Fontana a finales del siglo XVI. Fontana allanó la zona y empezó a hacerla utilizable por el pueblo. Además de la obvia ventaja de un espacio amplio donde poder preparar exposiciones y realizar ceremonias, en 1597 instaló al lado del torreón dell'Incoronata una fuente, llamada de Venere porque allí se colocó la estatua de la diosa desnuda yacente atribuida a Girolamo Santacroce. Esta estatua fue sustituida por una copia (que los autores de la época definieron como mediocre) por órdenes del virrey Pedro Antonio de Aragón, quien se guardó para él el original (lo mismo hizo con la fontana dei Quattro del Molo). A su derecha se colocó una segunda fuente, mucho más simple, que se llamó fontana di Olivares porque fue realizada por voluntad del virrey.

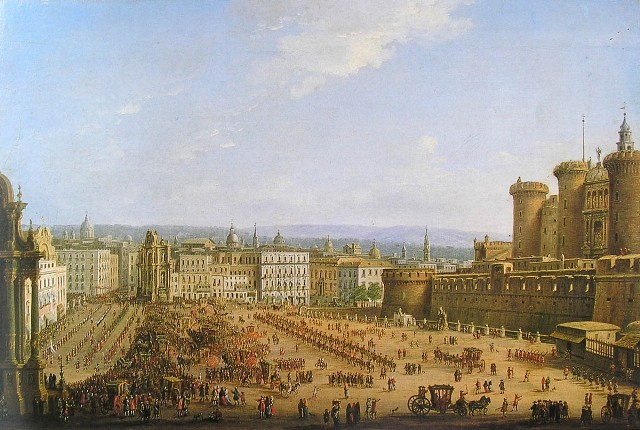
Carnevale al Largo di Castello de Antonio Joli (ca. 1740).

En 1790 se añadió el edificio de la Gran Guardia di Cavalleria, diseñado por Francesco Sicuro con forma de rotonda y con una columnata neoclásica, que se situaba cerca del torreón dell'Incoronata. El propio Sicuro diseñó el Teatro del Fondo (actual Teatro Mercadante) y el edificio adyacente, que desde 1795 (debido a un incendio que destruyó su sede original en la Via Santa Brigida) hasta 1857 abergó la oficina de correos.
Pocas décadas después, dominó la plaza el nuevo edificio de los ministerios del reino, el Palazzo San Giacomo, construido por órdenes de Fernando I de las Dos Sicilias en lugar del hospital dedicado a Santiago el Mayor (San Giacomo), que también dio nombre a la Basílica de Santiago de los Españoles (Basilica di San Giacomo degli Spagnoli), englobada en el nuevo edificio. También se demolió el Monasterio della Concezione, que se encontraba en la Via Toledo.
Fernando II eligió la plaza para instalar en 1854 un reloj eléctrico con cuatro cuadrantes proveniente de Inglaterra, que permanecerá allí hasta 1863.

### Tras la unificación italiana

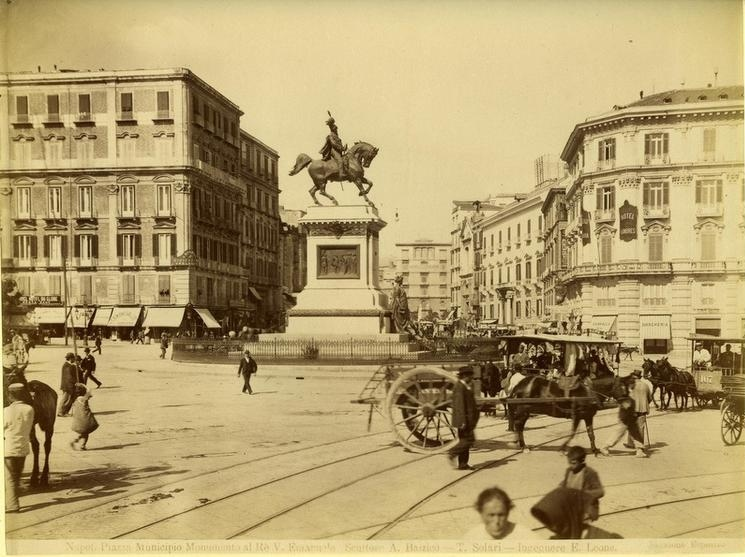
El monumento a Víctor Manuel II en una fotografía de comienzos del.

Ya en 1861 surge en la ciudad el debate sobre la remodelación de la cinta defensiva y la zona en torno al castillo, que obviamente era de uso militar. En 1862 se llega a un primer y difícil acuerdo con el general Alfonso Lamarmora, entonces ministro de la guerra, no muy dispuesto a concesiones, que condujo a la cesión de parte de los suelos militares. Así empezaron las primeras obras de relleno de los fosos exteriores y la demolición de los bastiones dell'Incoronata y de la Maddalena. Sin embargo, las cosas iban para largo y no estarían exentas de dificultades.
En 1870 entre el municipio y el ministerio de la guerra alcanzaron un acuerdo sobre la cesión definitiva de las murallas nor-occidentales del castillo. En 1871 entra en juego Errico Alvino y su sociedad, que propone una transformación radical de la zona, proyecto que fue aprobado por el municipio ese mismo año. Se planearon dos amplias calles porticadas alrededor del castillo, que sería cubierto con nuevos edificios residenciales.
Sin embargo, el proyecto sufrió un brusco parón por controversias con el Ministerio de la Guerra y con los propietarios de los edificios a expropiar, entre ellos la misma Casa Real. En 1871 se redujo la zona de intervención y la empresa pidió como contrapartida intervenir en la parte oriental de la plaza original, al sur del Palazzo San Giacomo. No se podía llegar a un acuerdo con los propietarios y el Orfanato Militar abrió en 1875 un contencioso con la empresa para rescindir el contrato.
Mientras tanto, las demoliciones habían empezado: entre 1872 y 1875 la empresa de Alvino demolió completamente el bastión norte, llamado de la Maddalena (restaurado tras los daños que causó la artillería de Carlos III en 1735, mientras que desde 1546 se llamaba di Malguadagno porque fue reconstruido con los impuestos sobre la prostitución tras un incendio) y el baluarte del muelle, el torreón dell'Incoronata con el edificio de la Gran Guardia y la sección intermedia de las murallas, mientras que los locales adyacentes al cuartel se dedicaron a tiendas.

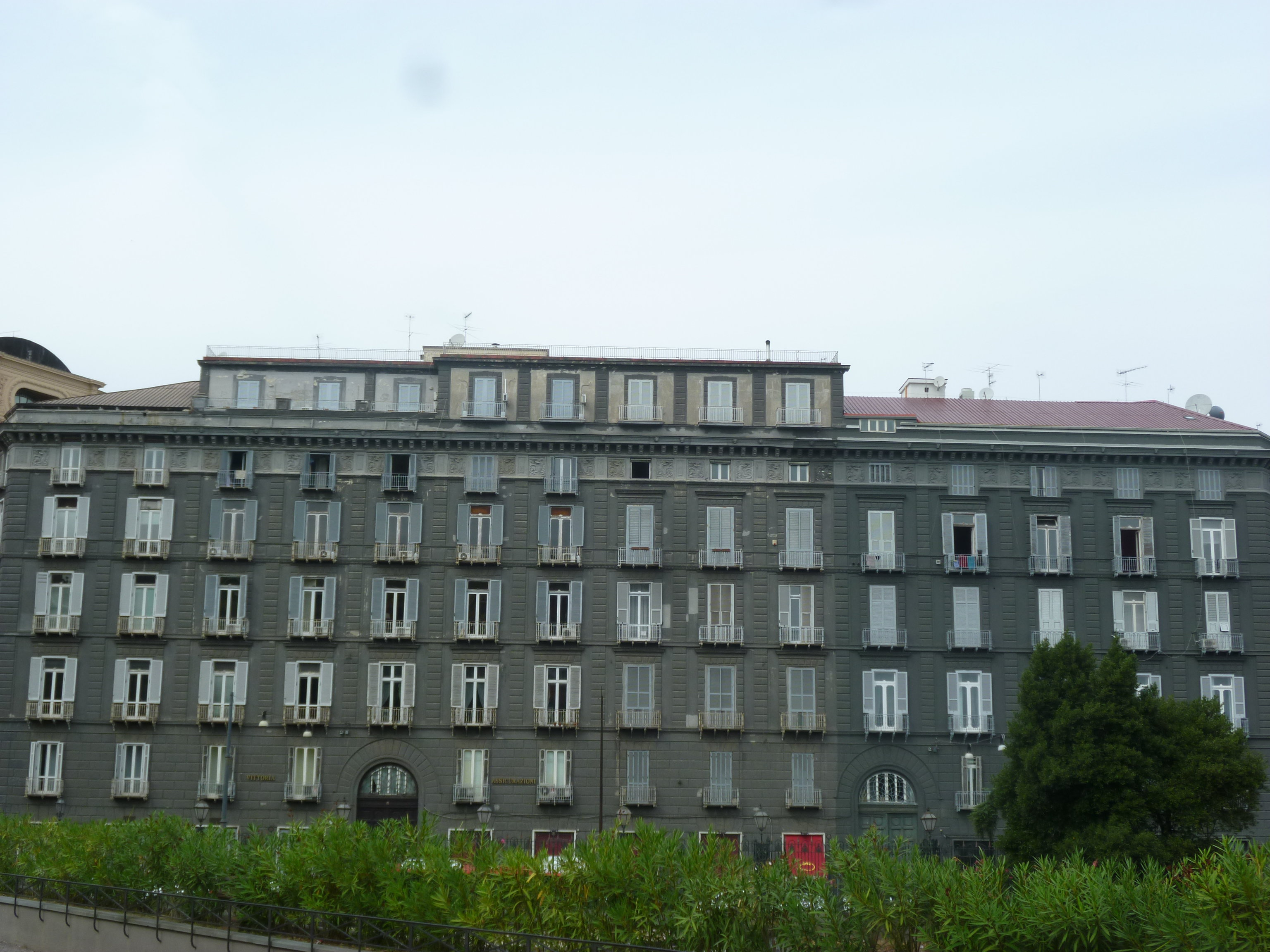
La fachada del Palazzo della Borghesia hacia la Via San Carlo.

En 1877 se rescindió el contrato y se paralizaron los proyectos de intervención en la zona del castillo. Cuando el juicio de resolución estaba todavía abierto, el ayuntamiento proyectó la remodelación de la plaza y la construcción del nuevo Rione Santa Brigida, que edificaría al sur del Palazzo San Giacomo la Società Generale Immobiliare de Roma. El edificio más importante de este nuevo barrio es el Palazzo della Borghesia, diseñado por Alvino y completado en 1887, diez años después de su muerte, por Guglielmo Raimondi.
En 1884 se demolieron las manzanas del lado norte de la plaza situadas delante del Palazzo Sirignano (entre la Strada dei Guantai Nuovi y la Vía Medina), causando la pérdida del antiguo y glorioso Teatro San Carlino. También se eliminaron las tiendas entre la Vía Medina y la Via del Castello (primer tramo de la actual Via Depretis), donde entre tantos establecimientos destacaba el famoso Cafè du Commerce. Esta zona será ocupada por el edificio del Grand Hotel de Londres, construido entre 1895 y 1899. Finalmente, se empezó la demolición del baluarte pentagonal del Santo Spirito (llamado originalmente del Parco y situado cerca de los Cavalli di Bronzo), terminada en 1886 porque las obras fueron interrumpidas bruscamente por la epidemia del cólera.
En 1885 se demolió la Fontana degli Specchi (Fuente de los Espejos), la tercera fuente situada junto a las murallas. Fue construida en 1636 por el virrey conde de Monterey y se llamaba así por los efectos luminosos que creaba el agua en las cuencas de la fuente, colocadas en cuatro niveles. Estaba situada a la altura del Teatro La Fenice, construido en 1805 en un establo del palacio del duque de Grottolella (siglo XVI), al norte del Palazzo San Giacomo. Una vez demolida la fuente, se encontró en 1886, en el lugar donde se situaba, una estatua acéfala de mármol.
En esta radical remodelación también se crearon las vías de circulación de la plaza, compuestas por tres calzadas que discurrían hasta el molo grande, divididas internamente por dos amplios parterres longitudinales donde se instalaron sendas filas de robles. Sin embargo, los proyectos sobre el castillo languidecían y las zonas liberadas que no se modificaron con la nueva disposición de la plaza fueron ocupadas gradualmente por edificios y construcciones de diferente naturaleza.
Finalmente, en 1894 el Ministerio de la Guerra confía al general Achille Afan de Rivera el encargo de mediador para la cesión del castillo al municipio. Sin embargo, no fue hasta el tres de julio de 1898 cuando se firmó la convención que estableció que el ayuntamiento, a cambio del castillo, concediera al Ministerio de la Guerra algunos terrenos en Arenaccia y la zona del fuerte del Carmine para que se construyera allí un panadería militar. Pero no se movió nada sobre el plano de intervención en el castillo.
En 1897 se colocó en el centro de la plaza el monumento ecuestre dedicado a Víctor Manuel II, con la estatua de Parténope delante.

### Primera posguerra

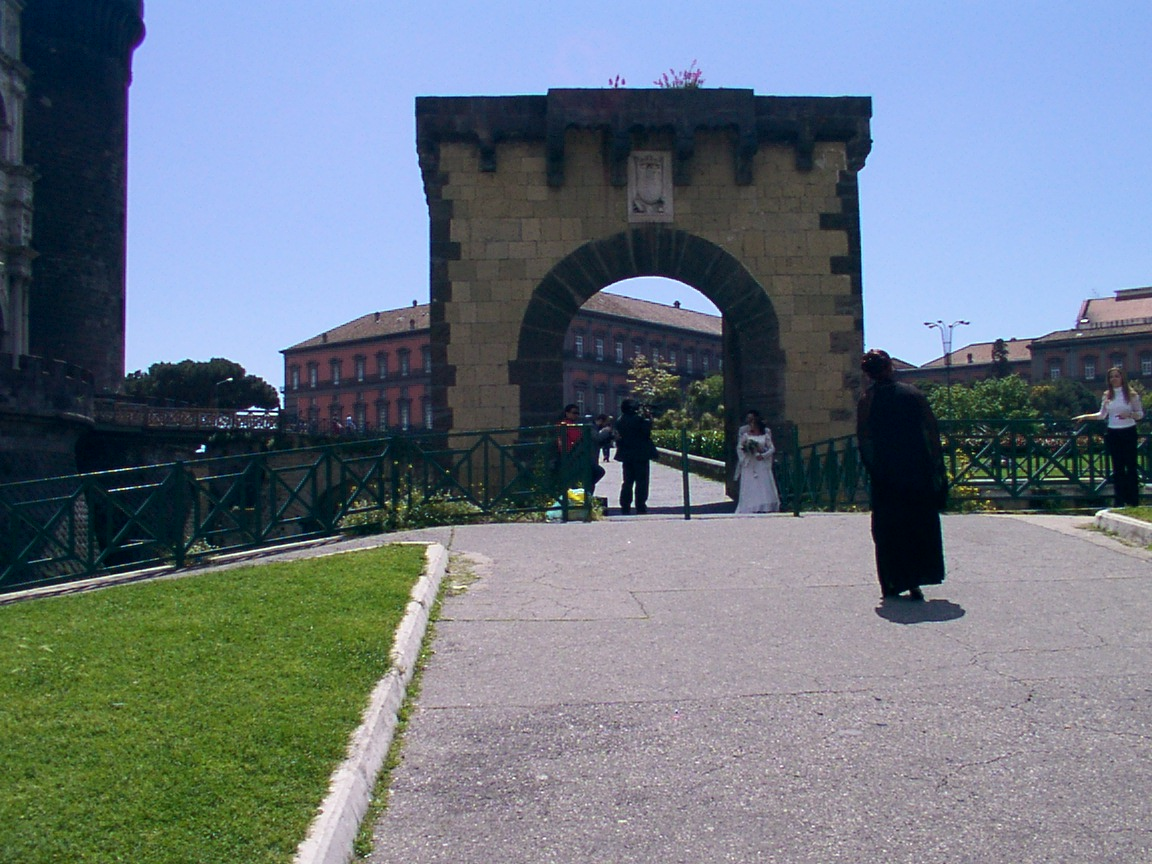
Porta della Cittadella.

En los años veinte se creó la amplia franja de parterres que bordeó el Maschio Angioino hasta finales del siglo XX. En los primeros meses de 1921 el conde Pietro Municchi, entonces asesor de decoro urbano, presentó al Consejo Municipal la propuesta de aislamiento del Castel Nuovo.
Obtenido finalmente del Estado todo el castillo para fines civiles, en 1923 empezaron las obras, que afectaron también a los edificios y cobertizos construidos en la plaza en lugar de los bastiones demolidos. Al año siguiente se eliminaron todos los edificios y se creó la esplanada donde se realizaron jardines en el lado de la actual Via Vittorio Emanuele III, en los cuales se colocó el busto de Giovanni Bovio, realizado en 1915 por el escultor Enrico Mossuti, y posteriormente trasladado a la Villa Comunale.
Solo se salvó la Porta della Cittadella, acceso original al complejo durante la dominación aragonesa, reconstruida en 1496 por Federico de Aragón (como testimonia su escudo presente en el arco). Aislada y desnaturalizada de su función, es visible entre los parterres cuadrados de la Via Vittorio Emanuele III. Las obras de restauración del castillo, que eliminaron los numerosos elementos añadidos con el paso de los siglos, duraron hasta 1939.

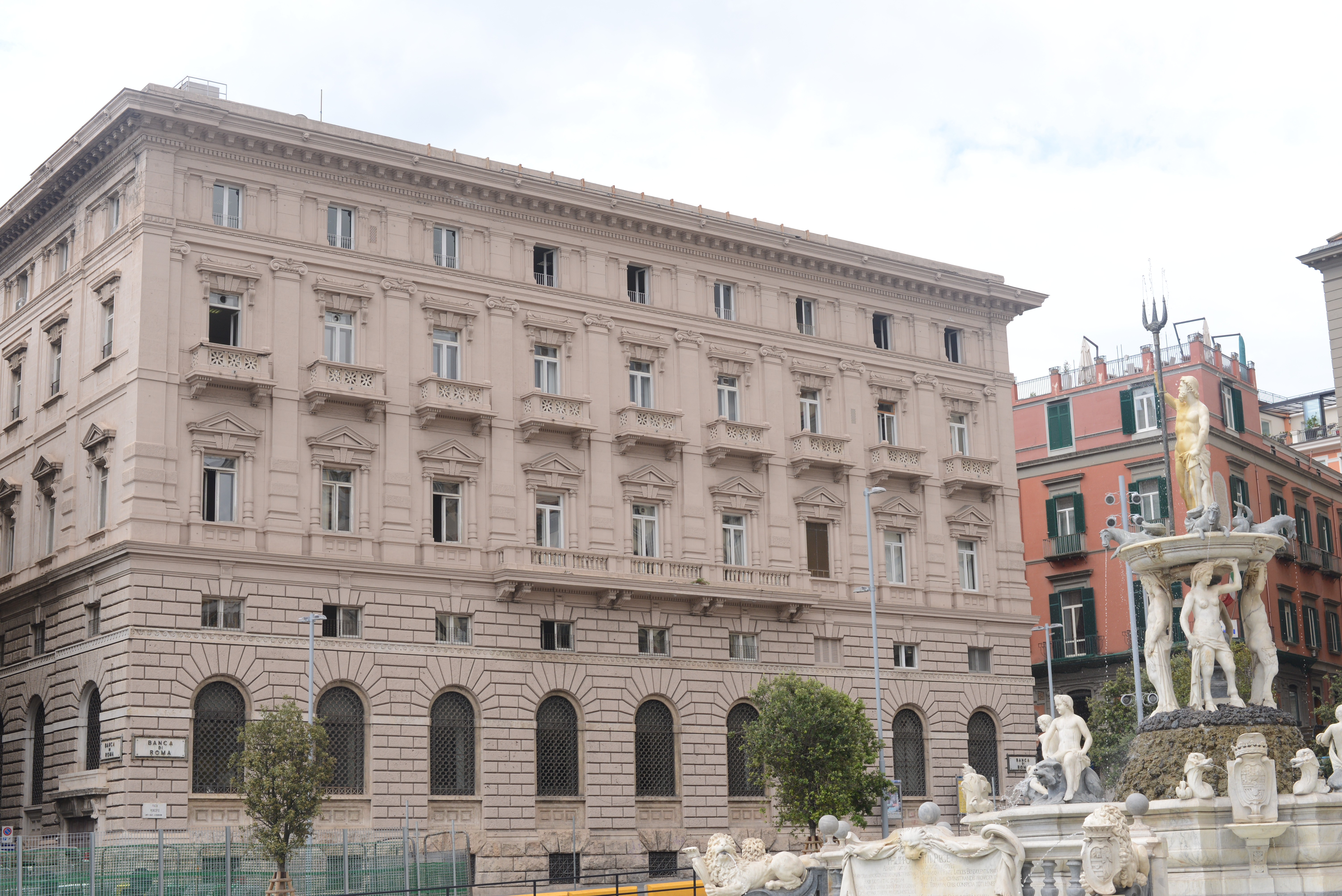
Palazzo della Banca di Roma.

Entre 1918 y 1924 se construyó el último edificio del rione Santa Brigida, el Palazzo del Banco di Roma, en realidad ya existente, pero transformado totalmente por el banco, que lo había comprado y confió su reconstrucción al ingeniero toscano Ugo Giovannozzi. En el otro lado de la plaza, hacia finales de los años treinta, se terminó la demolición del Palazzo Sirignano, con el objetivo de la reconstrucción del rione San Giuseppe, que no debía limitarse a la recuperación de la zona de la Corsea (donde se construyó el "centro financiero" de la ciudad en torno a la actual Piazza Matteotti), sino continuar también hacia el sur, en la zona de Guantai Nuovi.
Los proyectos colocaban en lugar del Palazzo Sirignano (y otros edificios adyacentes también demolidos) la nueva sede de la Banca d'Italia, un grandioso edificio de noventa metros de longitud, que sin embargo no se construyó a causa del estallido de la Segunda Guerra Mundial. Las obras habían comenzado simbólicamente en 1940 con la puesta de la primera piedra por parte del rey Víctor Manuel III.
Por último, citar el diseño y la construcción, en la primera mitad de los años treinta, de la Estación Marítima en lugar del muelle, que cierra escenográficamente la plaza hacia el mar.

### La plaza durante la alcaldía de Achille Lauro
En los años cincuenta Achille Lauro, inspirándose en las grandes plazas americanas que había visitado, dejó su firma en la plaza. El nueve de enero de 1956 hizo talar (por la noche para evitar grandes polémicas, que no obstante no faltaron) las dos filas de robles, eliminando la calzada central, y posteriormente hizo instalar cuatro fuentes a los lados de los nuevos parterres, rompiendo así la fila escenográfica de árboles que empezaba en la Estación Marítima. Además se instaló otra fuente, con un largo cuenco rectangular, delante del Teatro Mercadante.
En 1957 se inauguraron dos nuevos edificios, construidos a partir de los primeros años de la posguerra en la zona del Palazzo Sirignano: el Palazzo della Banca d'Italia, de dimensiones más reducidas respecto a los proyectos iniciales, y un segundo edificio "gemelo", de propiedad del INA.

### Excavaciones y obras del metro

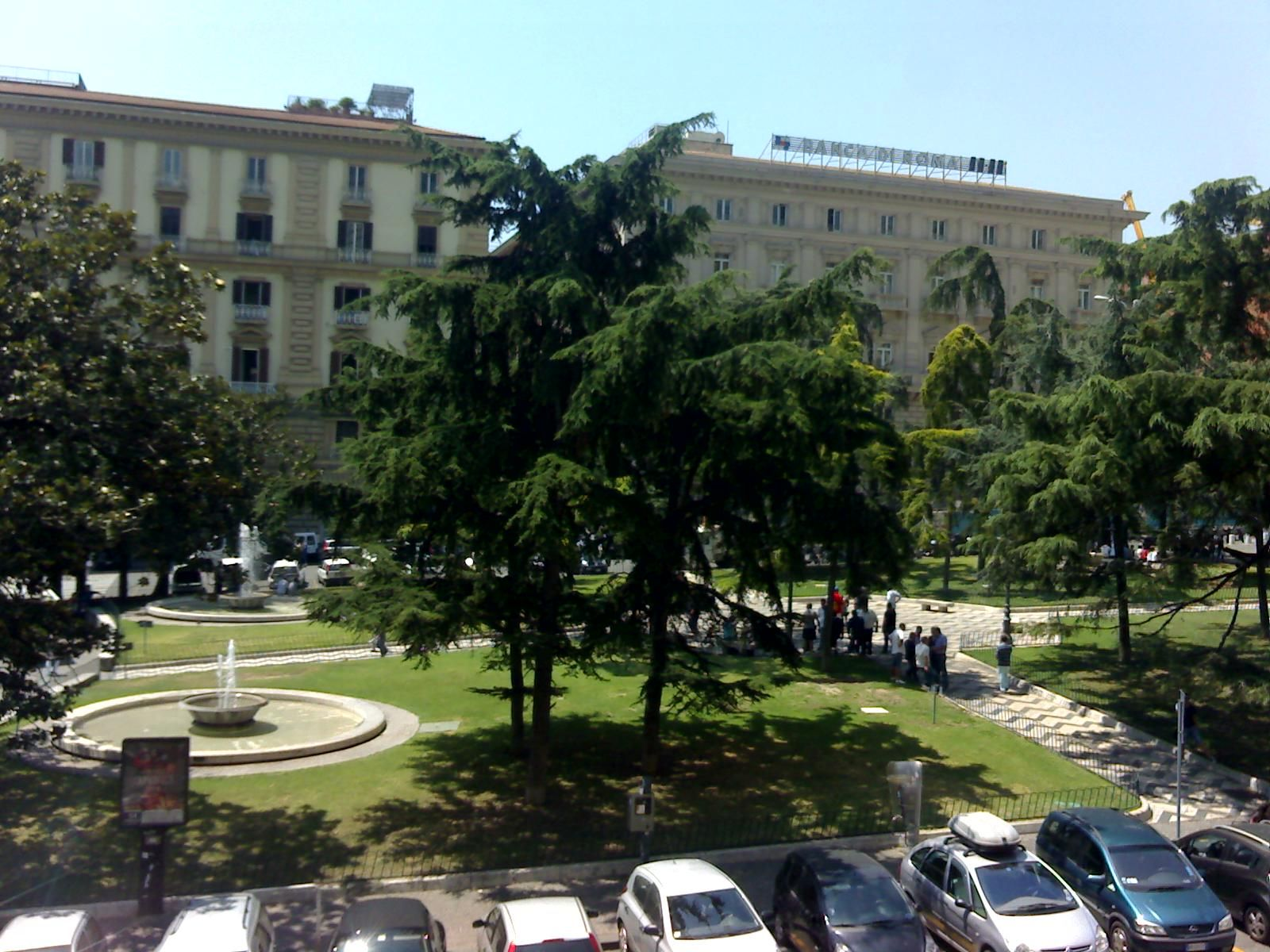
Vista panorámica de los jardines al norte de la plaza, tal como aparecía antes de su remodelación en 2015.

La plaza verá el nacimiento de un nuevo sito arqueológico al lado del Castel Nuovo, debido a las obras del metro. Se han realizado varios hallazgos durante las excavaciones, lo que ha llevado a la creación de la Stazione Neapolis, pequeño museo arqueológico situado en la estación del metro Museo, que expone las casi tres mil piezas encontradas durante las obras.
El sitio arqueológico permite contemplar el antiguo puerto de Neapolis, habiéndose encontrado todo el muelle antiguo, un complejo termal y algunas torres de vigilancia de las murallas del adyacente Maschio Angioino. Los hallazgos van desde la época romana hasta las construcciones del siglo XIX.
En 2004 se descubrieron tres carabelas de la época romana, actualmente en fase de restauración, cuya futura ubicación está aún por determinar.
También los últimos descubrimientos (una ciudadela) son de época romana, probablemente correspondientes a otra porción del complejo termal ya encontrado y a estructuras externas del puerto.
De la época de la Casa de Anjou debe ser el Palazzetto del Balzo, propiedad de la homónima familia nobiliaria, que debía tener una notable importancia ya que se consideraba un gran privilegio poder construir su residencia al lado de las murallas del Castel Nuovo.
Se remontan al siglo XVI estructuras defensivas del castillo, como las murallas almenadas que han sido reproducidas en la famosa Tavola Strozzi, el gran muro defensivo y varios torreones, como el dell'Incoronata y el del Molo que ha sido enterrado de nuevo tras los estudios del terreno realizados a comienzos de los años dosmil y que saldrá a la luz cuando se comience a excavar el túnel de unión con el puerto. Otras estructuras encontradas son en su mayoría del siglo XIX, con alguna excepción del siglo XVIII. En estos dos siglos se construyeron muchas estructuras para actividades militares, como la producción de armas.
Entre 2008 y 2009 se retiró el monumento a Víctor Manuel II. La estatua ecuestre fue depositata primero en el interior de los bastiones del Castel Nuovo, en espera de una nueva ubicación. Posteriormente, en conmemoración del 150 aniversario de la unificación italiana, fue trasladado en diciembre de 2010 a la cercana Piazza Giovanni Bovio, en parte debido a que en esta plaza se terminaron las obras del Metro antes de cualquier otra. Incluso antes de iniciar las obras del metro y también desde la Piazza Bovio, se trasladó al límite entre la Vía Medina y la Piazza Municipio la Fuente de Neptuno para que la primera plaza pudiera ofrecer los espacios necesarios para las obras.

## Descripción

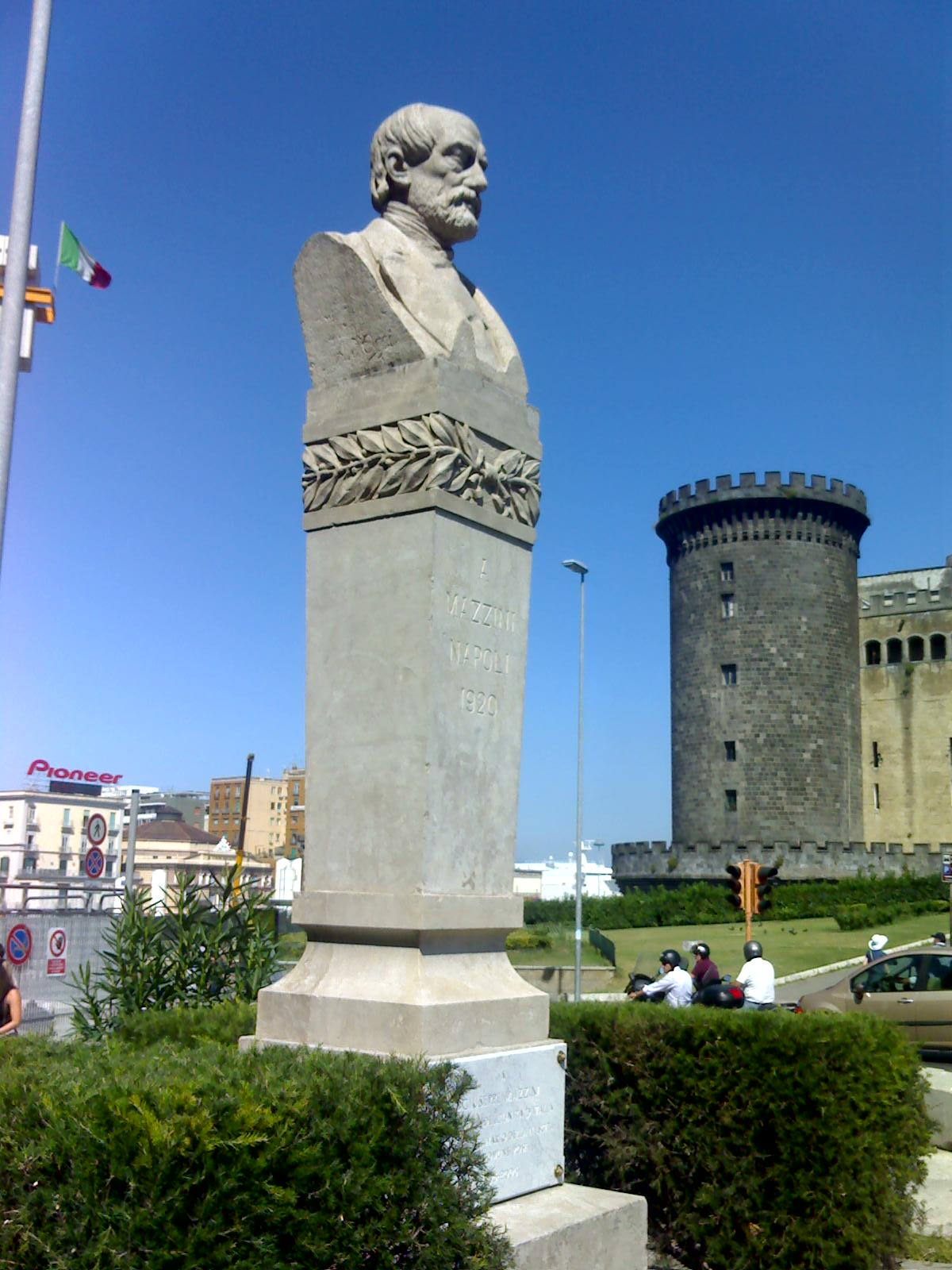
El busto de Giuseppe Mazzini delante del Maschio Angioino.

La plaza, de forma semirrectangular, se caracteriza por la presencia del imponente Maschio Angioino al sur.

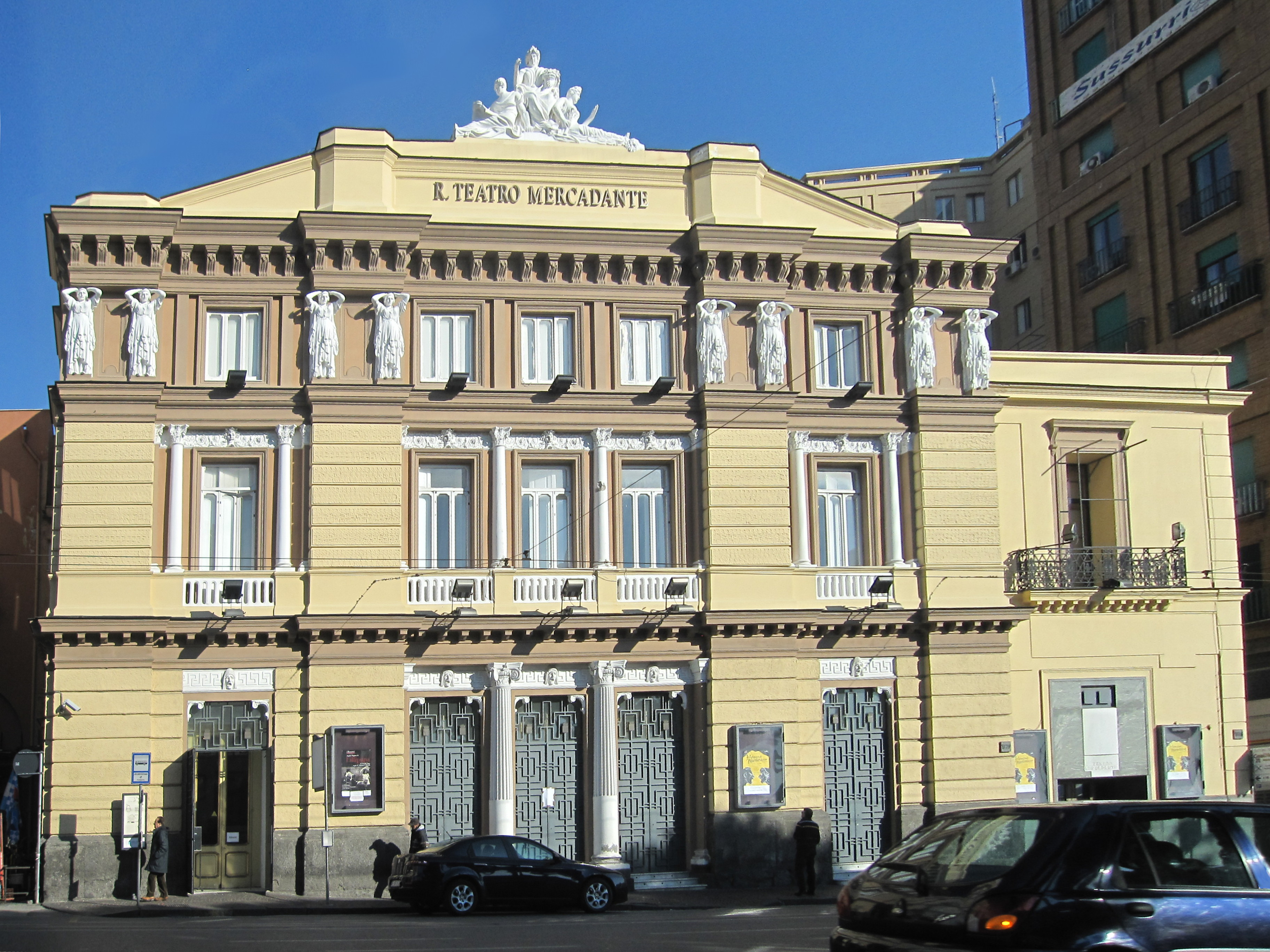
Teatro Mercadante.

En el lado norte está un lado del Palazzo della Banca d'Italia y el del INA, el Grand Hotel de Londres (actualmente sede del Tribunal Administrativo Regional), el antiguo edificio de la oficina de correos, el Teatro Mercadante y un lado del moderno palazzo d'angolo de Marcello Canino; en el lado occidental está el Palazzo San Giacomo, sede del ayuntamiento de Nápoles y, dentro de él, la Basilica di San Giacomo degli Spagnoli; finalmente al este está la Estación Marítima, construida en 1936. En el lado suroeste, esquina con la Via Verdi, está el edificio del Banco di Roma.
Debido a que es contigua al puerto, la plaza fue escenario de grandes reuniones de emigrantes durante el siglo XIX, que desde aquí se embarcaban hacia América en busca de fortuna.
Además, los llamados Spalti del Maschio Angioino se usan en verano para conciertos y eventos, mientras que en invierno albergan una pista de patinaje sobre hielo. Finalmente, en el centro de la Via Vittorio Emanuele III, no muy distante del Maschio Angioino y de la plaza, hay un busto de 1920 que representa a Giuseppe Mazzini.
Actualmente está en construcción la estación Municipio de la línea 1 y línea 6 del Metro de Nápoles, situada entre el teatro y el castillo.